# Moto Guzzi Lodola-serie
De Moto Guzzi Lodola is een type motorfiets van het Italiaanse merk Moto Guzzi dat werd geproduceerd in de jaren vijftig en -zestig.

## Voorgeschiedenis
Als sinds haar oprichting in 1921 had Moto Guzzi zich vrijwel uitsluitend beziggehouden met de productie van motorfietsen met eencilinder viertaktmotoren met een liggende cilinder. In de periode na de Tweede Wereldoorlog begonnen deze motoren te verouderen, en bovendien was er een toenemende vraag naar eenvoudige, betaalbare en lichte motorfietsen. Moto Guzzi leverde al de 250cc-Airone, maar het ontwerp daarvan dateerde eigenlijk nog van de Moto Guzzi P 175 uit 1932. Haar motor had ook een liggende eencilinder, en alle appendages, zoals de dynamo en het vliegwiel zaten buiten de motor. De machine had ook nog ouderwetse frictiedempers naast het achterwiel en het door Carlo Guzzi in 1928 ontwikkelde veersysteem met schroefveren die onder de motor lagen. Er was weliswaar een telescoopvork gebruikt, maar ook die dateerde uit 1947. In 1953 waren de lange afstandsraces, die na de oorlog niet meer verreden waren, gedeeltelijk in ere hersteld. De belangrijkste was de Motogiro d'Italia, die om veiligheidsredenen beperkt was tot min of meer standaard motorfietsen tot 175 cc. Die werden echter in de loop der jaren weer steeds sneller, zodat het uiteindelijk min of meer fabrieksracers waren geworden. De meeste fabrikanten gingen noodgedwongen hun goedkope 175cc-modellen steeds sneller maken onder andere door ze uit te rusten met bovenliggende nokkenasen. Dubbele bovenliggende nokkenassen nog net niet, omdat het reglement dit verbood. Remo Venturi was in de Milaan - Taranto van 1954 met zijn 175cc-Moto Morini al sneller dan de oude 500cc-racers ooit geweest waren. De betrouwbaarheid van de 175cc-machines ging er niet op vooruit, en dat was een slechte reclame in de tijd dat de lichte auto's juist in opkomst waren. Desondanks was ook Moto Guzzi verplicht met de mode van de tijd mee te gaan en een 175cc-model met een bovenliggende nokkenas te bouwen.

## Geschiedenis
Dit was het laatste ontwerp dat geheel van de hand van Carlo Guzzi zelf kwam. Kort hierna droeg hij, vermoeid en ziek, de leiding van de fabriek over. Net als bijna alle Moto Guzzi's kreeg het nieuwe model een vogelnaam: "Lodola" betekent "leeuwerik". Aan de productie ging een marktonderzoek vooraf, waaruit bleek dat er ongeveer 30.000 machines verkocht konden worden. Dat was ook nodig, want het machinepark moest helemaal vernieuwd worden omdat de normale productielijnen, gebouwd voor de ouderwetse liggende eencilinders, niet gebruikt konden worden. Maar de uiteindelijke productie van de Lodola 175, de 175 Sport en de 235 Gran Turismo kwam tot stilstand bij 26.757 motoren ( 1956: 180, 1957: 6.120, 1958: 4.900, 1959: 5.400, 1960: 4.275, 1961: 650, 1962: 1.706, 1963: 2.026, 1964: 970,1965: 530 ). Volgens de mode van die tijd kreeg de Lodola in eerste instantie een 175cc-OHC motor. Het model was sterk gemoderniseerd ten opzichte van de Airone en kreeg meteen de toevoeging "Sport". Het motorblok was nu strak afgewerkt, en alle onderdelen (behalve de carburateur) waren ingebouwd.

### Lodola (Normale)
In 1956 kwam de machine op de markt, toen nog met alleen de naam "Lodola". De toevoeging "Normale" kwam pas in 1958, toen de Lodola Sport verscheen en er onderscheid tussen de twee gemaakt moest worden. De Lodola was van vóór tot achter nieuw ontwikkeld. De motor, de wielophanging en het rijwielgedeelte waren nog nooit door Guzzi zo toegepast.

#### Motor
De cilinder stond enigszins schuin omhoog (ca. 45°) en was daarmee een zgn. "sloper". Door de boring van 62 mm en de slag van 57,8 mm kwam de cilinderinhoud op 174,5 cc. De bovenliggende nokkenas werd door een ketting aangedreven. Het probleem van de wisselende kettingspanning (door het uitzetten en inkrimpen van de motor) werd op een bijzondere manier opgelost: Guzzi monteerde een kettingspanner die bestond uit een stalen strip die tegen de ketting werd gedrukt. Aan de bovenkant was de strip bevestigd aan een bewegende tuimelaar die tegen de nokkenas aan lag, aan de onderkant aan een stalen pen die in de relatief koele cilindervoet geschroefd was. De uitzettingscoëfficiënten van de materialen zorgden ervoor dat de ketting altijd de juiste spanning had. Op de nokkenas zat een klein vliegwiel waardoor deze ook een meer regelmatige draaisnelheid kreeg. De krukas bestond uit drie delen en draaide links op een rollager en rechts op een kogellager.
Het vliegwiel zat nog steeds buiten het carter, maar was nu verborgen onder een aluminium afdekkap. Er was een dry-sump smeersysteem met een olietank onder het zadel. De dubbele oliepomp stuurde olie naar de krukas en naar de cilinderkop. Een terugvoerpomp in het carter pompte de gebruikte olie weer terug naar de tank. De brandstofvoorziening werd verzorgd door een Dell'Orto 22 mm carburateur zonder luchtfilter; er zat alleen een aanzuigkelk achterop. De motor leverde 9 pk, waarmee een topsnelheid van 110 km per uur haalbaar was.

#### Aandrijflijn
De primaire aandrijving gebeurde door een rondsel met een aantal rubberen elementen die voor de transmissiedemping zorgden, waarna de meervoudige natte platenkoppeling door tandwielen werd aangredreven. De versnellingsbak was voetgeschakeld en de secundaire aandrijving gebeurde door een ketting

#### Rijwielgedeelte
Het rijwielgedeelte was eigenlijk relatief eenvoudig. Het bestond uit een uit half ronde buizen opgetrokken dubbel wiegframe dat aan de achterkant met twee sierlijke bogen boven het achterwiel eindigde. Hieraan waren de hydraulische schokdempers bevestigd. Aan de voorkant zat een niet hydraulisch gedempte telescoopvork, nog steeds volgens het eigen ontwerp van Moto Guzzi, een vork die tegenwoordig een Upside Down-voorvork genoemd zou worden.

### Lodola Sport 175
In 1958 verscheen de Lodola Sport, die dankzij een andere nokkenas en een hogere compressieverhouding 11 pk leverde. Verder kreeg deze machine een grotere nieuw gevormde benzinetank, aluminium hoge flensvelgen en een volle remnaaf in het voorwiel, terwijl in het achterwiel de zg. halve naaf uit de ¨Normale¨ gehandhaafd werd. De meest eenvoudige Moto Morini 175 leverde al 15 pk, een Benelli Leoncino leverde 12 pk. De Moto Guzzi kon sportief geen potten breken, en hoefde dat eigenlijk ook niet meer te doen, want na de ramp tijdens de Mille Miglia van 1957, toen Alfonse de Portago en Edmund Nelson met hun Ferrari verongelukten en negen toeschouwers mee de dood in sleurden, was het afgelopen met de lange-afstandsraces in Italië.

### Lodola Regolarità 175
Moto Guzzi had zich, net als Mondial en Gilera, na 1957 teruggetrokken uit het WK wegrace. Toch wilde men op sportief vlak actief blijven, en bovendien had men nog altijd de sportafdeling, waar Giulio Cesare Carcano, Enrico Cantoni en Umberto Todaro als ontwikkelingsingenieurs werkten. Zij stortten zich op de International Six Days Trial, een serie snelle betrouwbaarheidsritten die met terreinmotoren werd verreden. De Lodola kon met weinig aanpassingen al in 1958 worden ingezet. Daarvoor werden sterkere voorvorken, verticale achterschokdemper met buitenliggende schroefveren, hogere sturen, verhoogde spatborden en uitlaten, noppenbanden en een ander zadel gemonteerd. Deze machines werden door Gianfranco Saini, Sergio Cremaschini en Brunone Villa ingezet in de Trofeo Reda in Bergamo. Deze wedstrijd werd als proef beschouwd, en vormde de basis voor de machines van de volgende jaren. In 1959 verschenen er twee versies: de Regolarità 175 en de Regolarità 235. De 175 kreeg grotere wielen, een verstevigd frame, de aanzuigkelk van de carburateur kwam uit in een kastje vóór de olietank om het aanzuigen van stof en modder te voorkomen, er kwam een snel verwisselbare tank en een inklapbare kickstarter. Uiteindelijk kreeg de machine een verstevigd balhoofd en een ingekorte swingarm om de handelbaarheid te verbeteren.

### Lodola GranTurismo
De GranTurismo verscheen in 1959. Met deze machine sloeg Moto Guzzi een heel andere weg in dan met de Normale en de Sport. Omdat men de sportieve aspiraties liet varen, was de gecompleerde OHC motor, die bovendien te lijden had onder een gebrekkige betrouwbaarheid, niet meer nodig. De GranTurismo kreeg een 235cc-stoterstangenmotor, hoewel dat aan de buitenkant niet te zien was. De motor werd niet eenvoudig opgeboord, zowel de boring (nu 68 mm) als de slag (nu 64 mm)van de gietijzeren cilinder, werden groter. De motor kreeg verder een grotere benzinetank, voor en achter volle remnaven, een luchtfilter, een oliefilter met verwisselbare papieren elementen. Van de Lodola-serie was de GranTurismo waarschijnlijk het succesvolste model. In elk geval was dit in zijn tijd meest verkochte motorfiets in zijn klasse in Italië.

### Lodola Regolarità 235
De Lodola 235 Regolarità kwam gelijktijdig met de Regolarità 175 in 1959 uit in wedstrijden. Beide machines werden aanvankelijk uitsluitend door het fabrieksteam ingezet, maar al in 1960 kwam de 235 voor het publiek beschikbaar. De Regolarità 235 had aanvankelijk de stoterstangenmotor van de GranTurismo, maar al na enkele wedstrijden werd besloten de cilinderkop om te bouwen en een kettingaangedreven bovenliggende nokkenas te monteren. De motor kreeg een verchroomde cilindervoering, zoals dat in 1958 al bij de Zigolo Mk II was gebeurd.

### Lodola Regolarità 250
Toen de Regolarità 235 in 1961 ter beschikking van privérijders kwam, kreeg het fabrieksteam de beschikking over een versie met een grotere cilinderinhoud van 247 cc. Die leverde ongeveer 16 pk het team behaalde er in 1962 en 1963 een aantal belangrijke prijzen mee, waaronder de zilveren vaas in de ISDT van Tsjechoslowakije in 1963. Dat gebeurde samen met fabrieksrijders op de Stornello 125 Regolarità.

### Lodola 250 Sport
In 1965 werd, met als basis de motor van de Regolarità 250, een nieuwe, sportieve versie van de Lodola gebouwd. Die moest ongeveer 18 pk leveren waarmee een topsnelheid van 140 km per uur haalbaar zou zijn. Tot productie kwam het echter niet meer. Moto Guzzi moest haar productieprogramma rationaliseren. In het "lichte" segment zou de Moto Guzzi Stornello de taken van de Lodola overnemen, voor het "zware" segment was de ontwikkeling van de Moto Guzzi V7 al begonnen.

## Technische gegevens
| Moto Guzzi             | Lodola 175                             | Lodola Normale 175                     | Lodola Sport 175                       | Lodola Regolarità 175                       | Lodola GranTurismo 235                 | Lodola Regolarità 235                  | Lodola Regolarità 250                  | Lodola Sport 250                       |
| ---------------------- | -------------------------------------- | -------------------------------------- | -------------------------------------- | ------------------------------------------- | -------------------------------------- | -------------------------------------- | -------------------------------------- | -------------------------------------- |
| Periode                | 1956-1957                              | 1958-1959                              | 1958-1959                              | 1958-1966                                   | 1959-1966                              | 1959-1966                              | 1961-1966                              | 1965                                   |
| Categorie              | Toermotor                              | Toermotor                              | Sportmotor                             | Enduromotor                                 | Toermotor                              | Enduromotor                            | Enduromotor                            | Prototype                              |
| Motortype              | Kopklepmotor                           | Kopklepmotor                           | Kopklepmotor                           | Kopklepmotor                                | Kopklepmotor                           | Kopklepmotor                           | Kopklepmotor                           | Kopklepmotor                           |
| Bouwwijze              | Dwarsgeplaatste 45° eencilinder sloper | Dwarsgeplaatste 45° eencilinder sloper | Dwarsgeplaatste 45° eencilinder sloper | Dwarsgeplaatste 45° eencilinder sloper      | Dwarsgeplaatste 45° eencilinder sloper | Dwarsgeplaatste 45° eencilinder sloper | Dwarsgeplaatste 45° eencilinder sloper | Dwarsgeplaatste 45° eencilinder sloper |
| Cilinder               | Aluminium                              | Aluminium                              | Aluminium                              | Aluminium                                   | Aluminium                              | Aluminium                              | Aluminium                              | Aluminium                              |
| Cilinderkop            | Aluminium                              | Aluminium                              | Aluminium                              | Aluminium                                   | Aluminium                              | Aluminium                              | Aluminium                              | Aluminium                              |
| Klepopstelling         | 2 Kopkleppen                           | 2 Kopkleppen                           | 2 Kopkleppen                           | 2 Kopkleppen                                | 2 Kopkleppen                           | 2 Kopkleppen                           | 2 Kopkleppen                           | 2 Kopkleppen                           |
| Klepbediening          | OHC met kettingaandrijving             | OHC met kettingaandrijving             | OHC met kettingaandrijving             | OHC met kettingaandrijving                  | Stoterstangen en tuimelaars            | OHC met kettingaandrijving             | OHC met kettingaandrijving             | OHC met kettingaandrijving             |
| Carburateur            | Dell'Orto UN 22 BS 2A                  | Dell'Orto UN 22 BS 2A                  | Dell'Orto UN 22 BS 2A                  | Dell'Orto UN 22 BS 2A                       | Onbekend                               | Dell'Orto 24 mm                        | Onbekend                               | Onbekend                               |
| Ontsteking             | Marelli Bobine                         | Marelli Bobine                         | Marelli Bobine                         | Marelli Bobine                              | Marelli Bobine                         | Marelli Bobine                         | Marelli Bobine                         | Marelli Bobine                         |
| boring                 | 62 mm                                  | 62 mm                                  | 62 mm                                  | 62 mm                                       | 68 mm                                  | 68 mm                                  | 68 mm                                  | 68 mm                                  |
| slag                   | 57,8 mm                                | 57,8 mm                                | 57,8 mm                                | 57,8 mm                                     | 64 mm                                  | 64 mm                                  | 68 mm                                  | 68 mm                                  |
| Cilinderinhoud         | 174,5 cc                               | 174,5 cc                               | 174,5 cc                               | 174,5 cc                                    | 232,4 cc                               | 232,4 cc                               | 247 cc                                 | 247 cc                                 |
| Smeersysteem           | Dry-sump                               | Dry-sump                               | Dry-sump                               | Dry-sump                                    | Dry-sump                               | Dry-sump                               | Dry-sump                               | Dry-sump                               |
| Compressieverhouding   | 7,5:1                                  | 7,5:1                                  | 9:1                                    | 9:1                                         | 9:1                                    | 9:1                                    | 11:1                                   | 11:1                                   |
| Max. Vermogen          | 9 pk bij 6.000 tpm                     | 9 pk bij 6.000 tpm                     | 11 pk                                  | 11 pk, vanaf 1959: 12 pk bij 7.500 tpm      | 11 pk bij 6.500 tpm                    | 14 pk bij 7.500 tpm                    | 16 pk bij 7.500 tpm                    | 18 pk                                  |
| Topsnelheid            | 110 km/h                               | 110 km/h                               | 120 km/h                               | Variërend                                   | 115 km/h                               | Variërend                              | Variërend                              | 140 km/h                               |
| Primaire aandrijving   | Tandwielen                             | Tandwielen                             | Tandwielen                             | Tandwielen                                  | Tandwielen                             | Tandwielen                             | Tandwielen                             | Tandwielen                             |
| Koppeling              | Meervoudige natte platenkoppeling      | Meervoudige natte platenkoppeling      | Meervoudige natte platenkoppeling      | Meervoudige natte platenkoppeling           | Meervoudige natte platenkoppeling      | Meervoudige natte platenkoppeling      | Meervoudige natte platenkoppeling      | Meervoudige natte platenkoppeling      |
| Versnellingen          | 4 Voetgeschakeld                       | 4 Voetgeschakeld                       | 4 Voetgeschakeld                       | 4 Voetgeschakeld                            | 4 Voetgeschakeld                       | 4 Voetgeschakeld                       | 5 Voetgeschakeld                       | 4 Voetgeschakeld                       |
| Secundaire aandrijving | Ketting                                | Ketting                                | Ketting                                | Ketting                                     | Ketting                                | Ketting                                | Ketting                                | Ketting                                |
| frame                  | Dubbel wiegframe                       | Dubbel wiegframe                       | Dubbel wiegframe                       | Dubbel wiegframe                            | Dubbel wiegframe                       | Dubbel wiegframe                       | Dubbel wiegframe                       | Dubbel wiegframe                       |
| Wielbasis              | 1314 mm                                | 1314 mm                                | 1314 mm                                | 1314 mm                                     | Onbekend                               | Onbekend                               | Onbekend                               | Onbekend                               |
| Vering vóór            | Telescoopvork                          | Telescoopvork                          | Telescoopvork                          | Telescoopvork                               | Telescoopvork                          | Telescoopvork                          | Telescoopvork                          | Telescoopvork                          |
| Vering achter          | Swingarm met hydraulische schokdempers | Swingarm met hydraulische schokdempers | Swingarm met hydraulische schokdempers | Swingarm met hydraulische schokdempers      | Swingarm met hydraulische schokdempers | Swingarm met hydraulische schokdempers | Swingarm met hydraulische schokdempers | Swingarm met hydraulische schokdempers |
| Wielen                 | Vóór 18" × 2,25, achter 17" × 2,25     | Vóór 18" × 2,25, achter 17" × 2,25     | Vóór 18" × 2,25, achter 17" × 2,25     | Vóór 18" × 2,25, achter 17" × 2,25          | Onbekend                               | Onbekend                               | Onbekend                               | Onbekend                               |
| Banden                 | Vóór 18" × 2,50, achter 17" × 3,00     | Vóór 18" × 2,50, achter 17" × 3,00     | Vóór 18" × 2,50, achter 17" × 3,00     | In 1959: Vóór 19" × 2,75, achter 18" × 3,25 | Onbekend                               | Onbekend                               | Onbekend                               | Vóór 18" × 2,50, achter 17"x 3,00      |
| Rem(men)               | Trommelrem vóór en achter              | Trommelrem vóór en achter              | Trommelrem vóór en achter              | Trommelrem vóór en achter                   | Trommelrem vóór en achter              | Trommelrem vóór en achter              | Trommelrem vóór en achter              | Trommelrem vóór en achter              |
| Gewicht                | 109 kg                                 | 109 kg                                 | 109 kg                                 | 107 kg                                      | Onbekend                               | 108 kg                                 | Onbekend                               | Onbekend                               |
| Tankinhoud             | 12 liter                               | 12 liter                               | 12 liter                               | 12 liter                                    | Onbekend                               | Onbekend                               | Onbekend                               | Onbekend                               |
| Voorganger             | Airone Sport                           | Lodola                                 | Lodola                                 | Geen                                        | Lodola Normale                         | Lodola Regolarità 175                  | Lodola Regolarità 235                  | Lodola Sport 175                       |
| Opvolger               | Lodola Normale                         | Lodola GranTurismo                     | Lodola Sport 250                       | Geen                                        | Geen                                   | Lodola Regolarità 250                  | Geen                                   | Geen                                   |